# Lerista lineopunctulata
Espèce
Synonymes
- Brachystopus lineopunctulata Duméril & Bibron, 1839
- Rhodona punctata Gray, 1839
- Ronia catenulata Gray, 1841
- Soridia miopus Günther, 1867
- Lygosoma bipes concolor Werner, 1910
- Lygosoma nigriceps Glauert, 1962

Lerista lineopunctulata est une espèce de sauriens de la famille des Scincidae.

## Répartition
Cette espèce est endémique d'Australie-Occidentale en Australie.

## Publication originale
- Duméril & Bibron, 1839 : Erpétologie Générale ou Histoire Naturelle Complète des Reptiles. vol. 5, Roret/Fain et Thunot, Paris, p. 1-871 (texte intégral).